# Bús Imre
Bús Imre (Kiskunhalas, 1890. december 7. - Veszprém, 1980. február 8.) gazdálkodó, a Demokrata Néppárt képviselője.

## Élete

### Ifjúkora és közéleti szereplővé válása
Bús József és Bacsó Mária kiskunhalasi gazdálkodók gyermeke. Hatan voltak testvérek. Református vallásban nevelkedett.
Az elemi iskoláit szülővárosában végezte, de hat osztály után a további tanulmányait autodidakta módon folytatta. Katonaként harcolt az első világháborúban, az orosz fronton hadifogságba esett, ahonnan csak 1922-ben az YMCA, amerikai keresztény szervezet segítségével került haza.
Hazatérése után bekapcsolódott a családi gazdálkodásba, majd apja halála után önálló és sikeres gazdálkodóvá vált. Aktívan részt vett városának közéletében. Részt vett a kiskunhalasi Hangya Szövetkezet megalapításában, és szervezte számos más egyesület életét is. Városában a református egyház presbitere és gondnoka volt.

### Politikai pályája
Már a két világháború között megfogalmazta politikai nézeteit. Az Országos Magyar Gazdasági Egyesület lapjában, a Köztelekben kritizálta a kormány agrárpolitikáját. Tagja lett a városa, Kiskunhalas képviselő testületének is.
1945-ben belépett a Független Kisgazdapártba, majd a helyi szervezet alelnöke lett. A politikai környezet és a párt irányvonalának megváltozása miatt 1947-ben átlépett a Demokrata Néppártba. Az 1947. augusztus 31-i országgyűlési választáson a Pest-Pilis-Solt-Kiskun és Bács-Bodrog megyei választókerületben bejutott az Országgyűlésbe. Amikor Barankovics István, a párt elnöke emigrált és a DNP beszüntette tevékenységét, pártonkívüliként folytatta munkáját a parlamentben.

### A diktatúra idején
Mandátumának lejárta után felhagyott a politizálással, mégis rendőri őrizet alá helyezték. Az 1956-os forradalom idején részt vett ugyan a Független Kisgazdapárt kiskunhalasi szervezetének újjáalakításában, de vezető tisztséget már nem vállalt. Politikai és gazdálkodó múltja miatt még az 1960-as években is érték zaklatások.
A rendszerváltást nem élhette meg. Előtte 10 évvel, 1980-ban hunyt el.